# Фазенда-Нова
Фазенда-Нова (порт. Fazenda Nova) — муниципалитет в Бразилии, входит в штат Гояс. Составная часть мезорегиона Центр штата Гойас. Входит в экономико-статистический микрорегион Ипора. Население составляет 7 040 человек на 2006 год. Занимает площадь 1 279,107 км². Плотность населения — 5,5 чел./км².

## Статистика
- Валовой внутренний продукт на 2003 год составляет 43 566 102,00 реалов (данные: Бразильский институт географии и статистики).
- Валовой внутренний продукт на душу населения на 2003 год составляет 6 167,34 реалов (данные: Бразильский институт географии и статистики).
- Индекс развития человеческого потенциала на 2000 год составляет 0,746 (данные: Программа развития ООН).